# Грета Андерсен
Грета Андерсен (дан. Greta Andersen; Копенхаген, 1. мај 1927 — Солванг, 6. фебруар 2023) била је данска пливачица и олимпијска победница, која се касније настанила у Лонг Бичу, Калифорнија. Учествовала је на Олимпијским играма 1948. у Лондону, где је добила златну медаљу у пливању на 100 м слободно и сребрну медаљу у штафети 4 × 100 м слободно.

## Биографија
Грета Андерсон је почела пливати са 16 година у пливачком клубу Тритон, где јој је тренер била, освајачица олимпијске бронзане медаље на Олимопијским играма 1932. у Лос Анђелесу.
Грета Андерсен је поставила рекорд у препливавању енглеског канала у оба смера (Из Француске у Енглеску: 11 сати и 1 минут, а из Енглеске у Француску: 13 сати и 10 минута).
Године 1949. поставила је светски рекорд у пливању на 100 метара слободно 58,2 сек, који је оборен тек 1956. Држала је и светске рекорде на 10 и 25 mi (40 km).
Грета Андерсен је 1969. године приљена у Међународну Кућу славних водених спортова у Флориди.
Умрла је 6. фебруара 2023. године, у 96 години живота.